# The Marching Morons
The Marching Morons is een sciencefictionverhaal geschreven door de Amerikaanse schrijver Cyril Kornbluth, oorspronkelijk uitgebracht in het sciencefictiontijdschrift Galaxy in april 1951. Het werd opgenomen in de verhalenbundel The Science Fiction Hall of Fame, Volume Two nadat het was verkozen tot een van de beste sciencefictionverhalen uitgebracht voor 1965.
In de inleiding van de verhalenbundel The Best of C. M. Kornbluth legde Frederik Pohl uit wat de inspiratie was voor The Marching Morons. Het werk werd geschreven nadat Pohl voorstelde dat Kornbluth een vervolgverhaal zou schrijven dat zich richt op de toekomst die wordt gepresenteerd in het korte verhaal The Little Black Bag. In tegenstelling tot de protagonist van The little black bag die vanuit de toekomst in het verleden arriveert, wilde Kornbluth schrijven over een man die vanuit het verleden in de toekomst arriveert. Om het sturen van een man naar de toekomst uit te leggen, leende Kornbluth van de sciencefictionfilm Just Imagine uit 1930, waarin een man door de bliksem wordt getroffen, in een coma beland en in de toekomst wordt gereanimeerd. 
Elementen van het korte verhaal vertonen veel overeenkomsten met de film Idiocracy.

## Samenvatting
Een zakenman uit het verleden, John Barlow, wordt per ongeluk ingevroren en ontwaakt in deze toekomst. Hij ontdekt dat de samenleving wordt gedomineerd door mensen met een laag intellectueel niveau, terwijl de weinige intelligentere individuen verantwoordelijk zijn voor het besturen van de wereld. Barlow wordt ingezet om een oplossing te vinden voor het overbevolkingsprobleem en de overheersing van minder intelligente individuen. Hij bedenkt een misleidende marketingcampagne waarin hij vertelt dat ze Venus gaan koloniseren, maar in werkelijkheid worden ze naar de ruimte gestuurd waar ze zullen overlijden. Aan het einde van het verhaal besluit de intelligentsia Barlow met een list eveneens naar de ruimte te sturen, aangezien ze hem willen verwijderen vanwege zijn morele tekortkomingen.